# Lühmannsdorf
Lühmannsdorf es un municipio situado en el distrito de Pomerania Occidental-Greifswald, en el estado federado de Mecklemburgo-Pomerania Occidental (Alemania), a una altitud de 40 metros. Su población a finales de 2016 era de 700 habs. y su densidad poblacional, 120 hab/km².
Se encuentra a poca distancia al sur de la costa del mar Báltico.